# San Jerónimo de los Dolores
San Jerónimo de los Dolores är en ort i kommunen San José del Rincón i delstaten Mexiko i Mexiko. Samhället hade 1 877 invånare vid folkräkningen 2020.